# Ferula cypria
Ferula cypria är en flockblommig växtart som beskrevs av George Edward Post. Ferula cypria ingår i släktet stinkflokesläktet, och familjen flockblommiga växter. Inga underarter finns listade i Catalogue of Life.